# Josh Arieh
Joshua „Josh“ Arieh (* 26. September 1974 in Rochester, New York) ist ein professioneller US-amerikanischer Pokerspieler.
Arieh hat sich mit Poker bei Live-Turnieren mehr als 12 Millionen US-Dollar erspielt. Er ist sechsfacher Braceletgewinner der World Series of Poker, bei der er 2004 den dritten Platz im Main Event belegte und 2021 als Spieler des Jahres ausgezeichnet wurde.

## Pokerkarriere

### Werdegang
Arieh feierte seinen ersten Erfolg mit dem Gewinn eines Bracelets in der Variante Limit Texas Hold’em bei der World Series of Poker (WSOP) 1999 in Las Vegas. Seinen größten finanziellen Erfolg erzielte Arieh beim Main Event der WSOP 2004. Er wurde Dritter und erhielt ein Preisgeld in Höhe von 2,5 Millionen US-Dollar. Arieh wurde jedoch für sein flegelhaftes Benehmen stark kritisiert. Nach seinem Ausscheiden reichte er den verbliebenen Greg Raymer und David Williams die Hand. Während er Williams die Hand gab, flüsterte er ihm „bust this motherfucker“ ins Ohr. Er war sich nicht klar, dass ein Mikrofon dies übertragen hatte. Er entschuldigte sich anschließend und Raymer verzieh ihm. Bei der WSOP 2005 gewann Arieh sein zweites Bracelet in der Variante Pot Limit Omaha. Er schlug im Heads-Up den Profi Chris Ferguson. Arieh erreichte zahlreiche weitere Turniererfolge und Finaltische bei TV-Turnieren. Seit seinem 21. Lebensjahr spielt er in der Umgebung von Atlanta Poker und hat sich einen Namen als high-limit-Spieler in allen Pokervarianten gemacht. 2005 gelang es Arieh einen Royal Flush in einem Videopoker zu spielen und er gewann 100.000 US-Dollar. Er war Repräsentant der Onlinepoker-Seite Bodog. Bei der WSOP 2019 belegte Arieh den zweiten Platz bei der Poker Player’s Championship und erhielt rund 680.000 US-Dollar. Zwei Jahre später gewann er bei einem Event in Pot Limit Omaha der WSOP 2021 sein drittes Bracelet und sicherte sich den Hauptpreis von über 200.000 US-Dollar. Rund zwei Wochen nach diesem Erfolg entschied der Amerikaner auch die Pot-Limit Omaha Hi-Lo 8 or Better Championship für sich und erhielt neben seinem vierten Bracelet ein Preisgeld von knapp 500.000 US-Dollar. Aufgrund dieser Leistungen und fünf weiteren Finaltischen sowie insgesamt elf Geldplatzierungen wurde er als Spieler des Jahres ausgezeichnet. Bei der WSOP 2022, die erstmals im Bally’s Las Vegas und Paris Las Vegas ausgespielt wurde, belegte Arieh beim 25.000 US-Dollar teuren High Roller den mit über 615.000 US-Dollar dotierten dritten Rang. Auch beim ebenfalls so teuren Pot-Limit Omaha High Roller wurde er wenige Tage später Dritter und erhielt knapp 650.000 US-Dollar, womit Arieh die Marke von 10 Millionen US-Dollar an kumulierten Turnierpreisgeldern durchbrach. Bei der WSOP 2023 gewann er bei der Limit Hold’em Championship sein fünftes Bracelet und sicherte sich die Siegprämie von rund 315.000 US-Dollar. Rund einen Monat später entschied der Amerikaner auch das High Roller H.O.R.S.E. der Turnierserie für sich und wurde mit seinem sechsten Bracelet und über 710.000 US-Dollar prämiert.

### Preisgeldübersicht
| Jahr   | Preisgeld (in $) | Turniersiege |
| ------ | ---------------- | ------------ |
| 1999   | 202.800          | 1            |
| 2000   | 177.511          | 0            |
| 2001   | 5.826            | 0            |
| 2002   | 3.840            | 0            |
| 2003   | 98.024           | 0            |
| 2004   | 2.802.170        | 0            |
| 2005   | 394.089          | 1            |
| 2006   | 561.269          | 1            |
| 2007   | 193.123          | 0            |
| 2008   | 178.030          | 1            |
| 2009   | 1.086.003        | 0            |
| 2010   | 132.693          | 1            |
| 2011   | 186.805          | 0            |
| 2012   | 43.034           | 0            |
| 2013   | 184.148          | 0            |
| 2014   | 531.790          | 0            |
| 2015   | 24.412           | 0            |
| 2016   | 35.146           | 0            |
| 2017   | 435.769          | 0            |
| 2018   | 33.206           | 0            |
| 2019   | 817.533          | 0            |
| 2020   | 0                | 0            |
| 2021   | 1.104.901        | 2            |
| 2022   | 1.382.108        | 0            |
| 2023   | 1.658.924        | 2            |
| gesamt | 12.273.154       | 9            |

### Braceletübersicht
Arieh kam bei der WSOP 92-mal ins Geld und gewann sechs Bracelets:
| Jahr | Buy-in (in $) | Turnier                                                   | Teilnehmer | Preisgeld (in $) |
| ---- | ------------- | --------------------------------------------------------- | ---------- | ---------------- |
| 1999 | 03.000        | Limit Hold’em                                             | 169        | 202.800          |
| 2005 | 02.000        | Pot Limit Omaha                                           | 212        | 381.600          |
| 2021 | 01.500        | Pot-Limit Omaha (8-Handed)                                | 821        | 204.766          |
| 2021 | 10.000        | Pot-Limit Omaha Hi-Lo 8 or Better Championship (8-Handed) | 208        | 484.791          |
| 2023 | 10.000        | Limit Hold’em Championship                                | 134        | 316.226          |
| 2023 | 25.000        | High Roller H.O.R.S.E.                                    | 112        | 711.313          |